# Ducati SuperSport 939

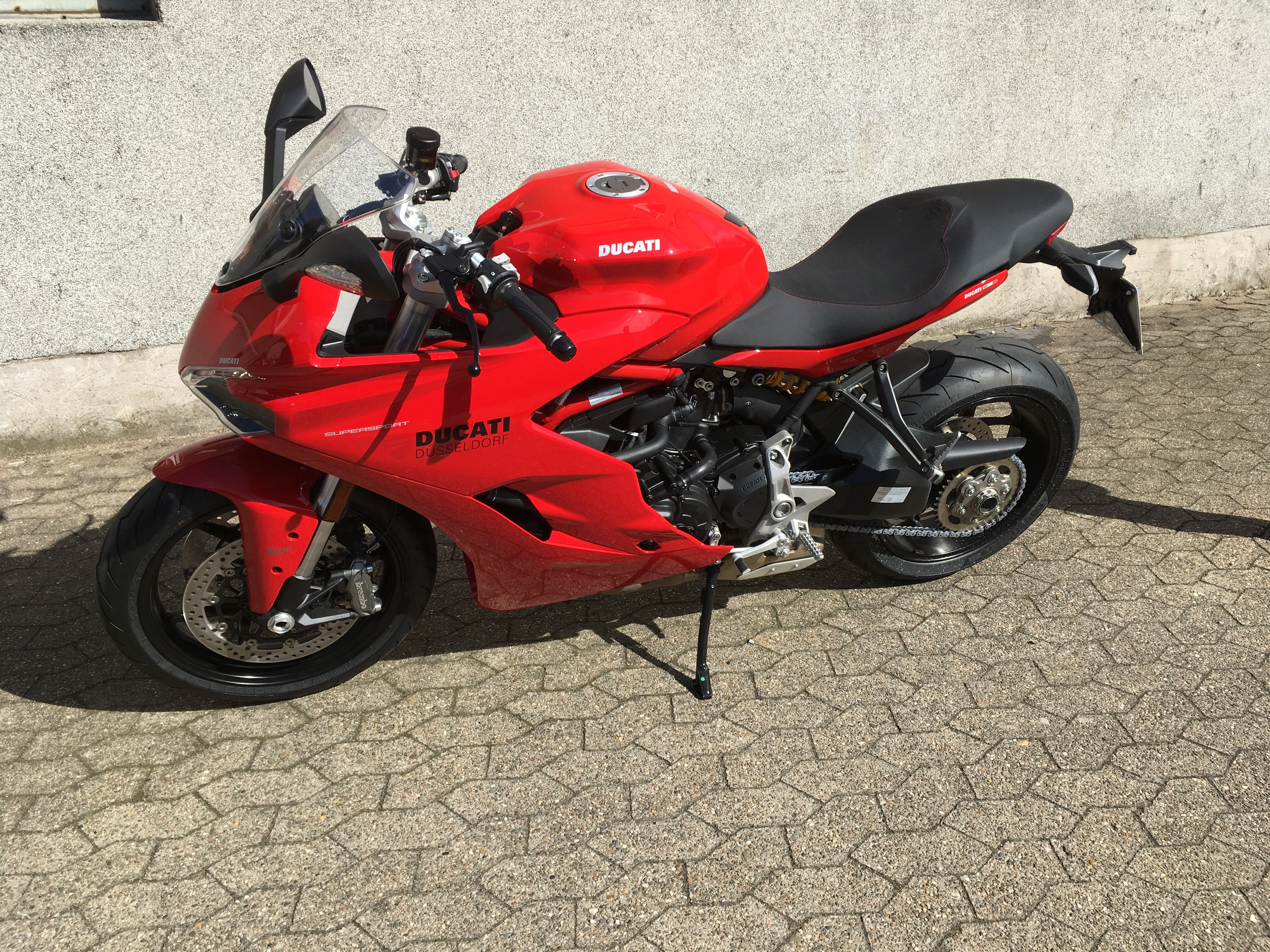
Ducati SuperSport 939

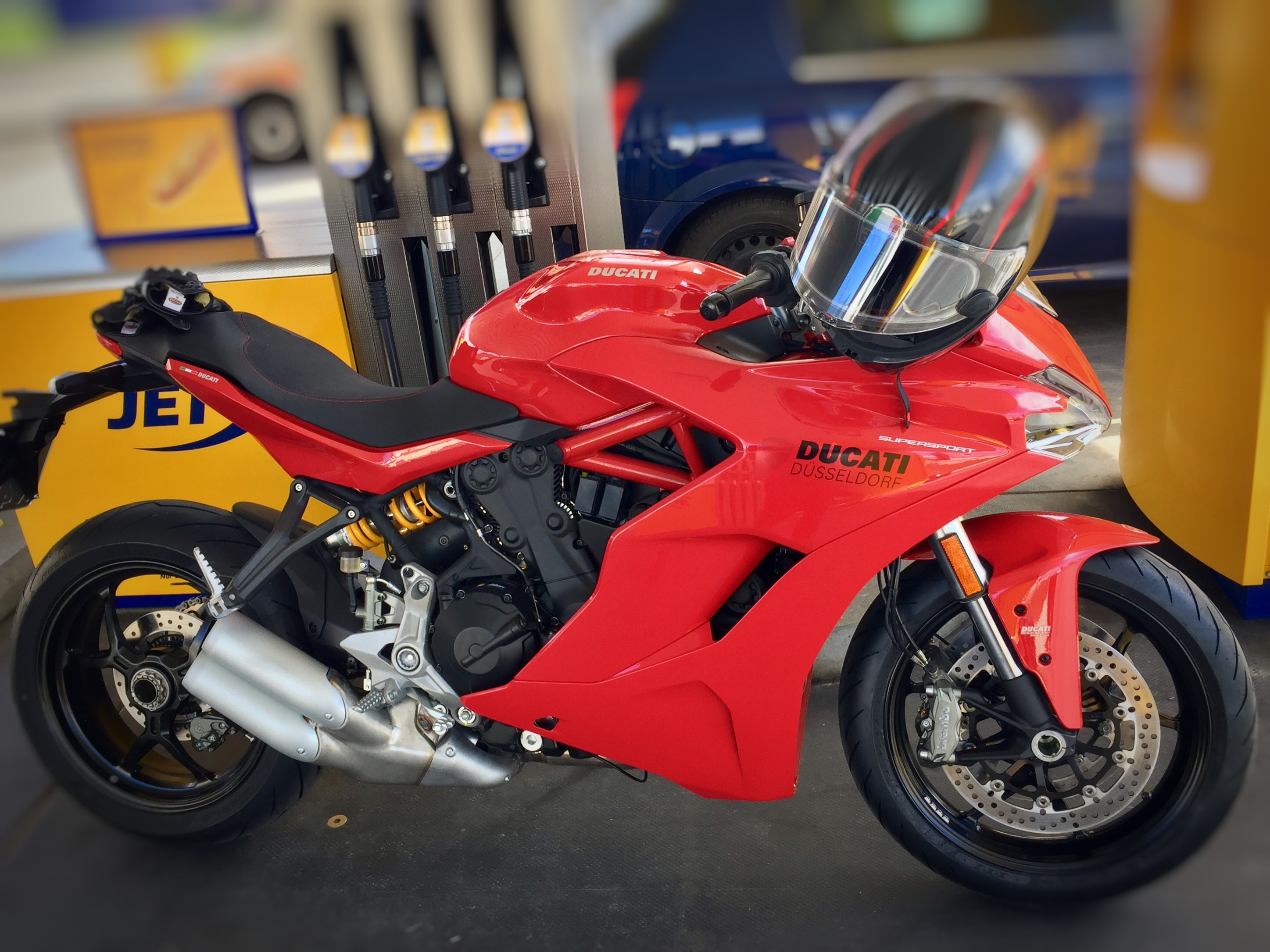
Ducati SuperSport 939

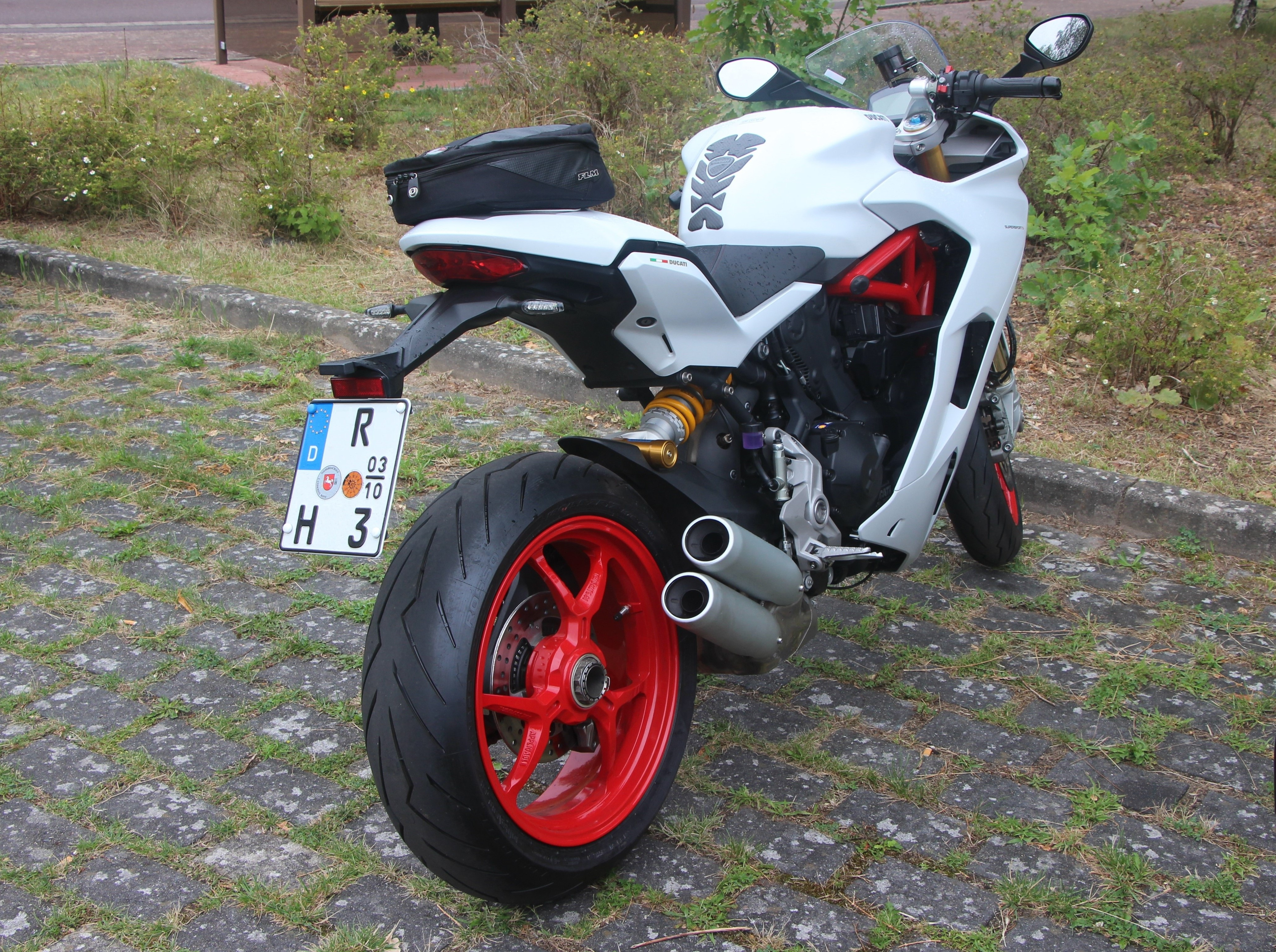
SuperSport S, Heckansicht

Die Ducati SuperSport 939 ist ein Motorradmodell des italienischen Motorradherstellers Ducati.
Sie wurde 2016 erstmals auf der Intermot in Köln vorgestellt und auf der EICMA 2016 in Mailand zum schönsten Motorrad der Messe gewählt.
Es gibt sie in den Varianten Supersport (rot und grau) und Supersport S (rot und weiß).
Im November 2020 wurde die SuperSport 950 vorgestellt. Unter anderem wurde sie optisch an die Ducati Panigale V4 angeglichen, hat aber noch den gleichen Motor wie die SuperSport 939: er erfüllt nun die Euro 5-Abgasvorschriften.

## Motor
Der Testastretta-Motor 11° mit seinen 937 cm³ hat eine Maximalleistung von 81 kW bei 9.000/min und ein maximales Drehmoment von 94 Nm bei 6.500/min, von denen 80 % bereits bei 3.000/min verfügbar sind. Die SuperSport ist auch als 35-kW-Version erhältlich.

## Technik und Elektronik
Das Fahrzeug hat ein Antiblockiersystem, Antriebsschlupfregelung, Fahrprogrammschalter und einen Bordcomputer.
Das Fahrwerk basiert auf dem der Monster 1200; der Motor ist der Testastretta-Motor der Hypermotard 939, er leistet 81 kW (113 PS). Dieser Motor ist ein voll tragendes Element, die Gitterrohrstruktur dient nurmehr als Lenkkopfträger.

## Daten und Ausstattung
|                             | SuperSport | SuperSport S |
| --------------------------- | --- | --- |
| Farbe                       | Rot | Rot (Ducati Red) / Weiß (Star WhiteSilk)                                                                        |
| Motor                       | Testastretta 11°: flüssigkeitsgekühlter Zweizylinder in L-Form, 4 Ventile pro Zylinder, desmodromisch gesteuert | Testastretta 11°: flüssigkeitsgekühlter Zweizylinder in L-Form, 4 Ventile pro Zylinder, desmodromisch gesteuert |
| Hubraum                     | 937 cm³ | 937 cm³ |
| Bohrung / Hub               | 94 × 67,5 mm | 94 × 67,5 mm |
| Verdichtungsverhältnis      | 12,6± 0.5 :1 | 12,6± 0.5 :1 |
| Leistung                    | 113 PS (81 kW) bei 9.000/min                                                                                    | 113 PS (81 kW) bei 9.000/min                                                                                    |
| Drehmoment                  | 93 Nm bei 6.500/min                                                                                             | 93 Nm bei 6.500/min                                                                                             |
| Gemischaufbereitung         | Elektronisch geregelte Kraftstoffeinspritzung vor ovale Drosselklappen, Ride-by-Wire (RbW)                      | Elektronisch geregelte Kraftstoffeinspritzung vor ovale Drosselklappen, Ride-by-Wire (RbW)                      |
| Auspuff                     | Auspuffanlage aus Edelstahl mit Katalysator und 2 Lambdasonden, Endschalldämpfer aus Aluminium                  | Auspuffanlage aus Edelstahl mit Katalysator und 2 Lambdasonden, Endschalldämpfer aus Aluminium                  |
| Getriebe                    | 6-Gang-Getriebe                                                                                                 | 6-Gang-Getriebe mit Ducati Quick Shift (DQS) up/down                                                            |
| Primärantrieb               | Geradeverzahnte Getriebezahnräder; Übersetzungsverhältnis 1,84:1                                                | Geradeverzahnte Getriebezahnräder; Übersetzungsverhältnis 1,84:1                                                |
| Übersetzungsverhältnis      | 1=37/15 2=30/17 3=28/20 4=26/22 5=24/23 6=23/24                                                                 | 1=37/15 2=30/17 3=28/20 4=26/22 5=24/23 6=23/24                                                                 |
| Sekundärantrieb             | Kette: Ritzel 15 Zähne, Kettenblatt 43 Zähne                                                                    | Kette: Ritzel 15 Zähne, Kettenblatt 43 Zähne                                                                    |
| Kupplung                    | Mechanisch betätigte Mehrscheiben-Ölbadkupplung mit Anti-Hopping-Funktion und Servo-Unterstützung               | Mechanisch betätigte Mehrscheiben-Ölbadkupplung mit Anti-Hopping-Funktion und Servo-Unterstützung               |
| Rahmen                      | Stahl-Gitterrohrrahmen                                                                                          | Stahl-Gitterrohrrahmen                                                                                          |
| Vorderradfederung           | Voll einstellbare Upside-Down-Gabel mit 43 mm Standrohrdurchmesser                                              | Voll einstellbare Öhlins-Upside-Down-Gabel mit 48 mm Standrohrdurchmesser und TiN-Beschichtung                  |
| Vorderradfelge              | Aluminiumfelge 3,50 × 17 Zoll                                                                                   | Aluminiumfelge 3,50 × 17 Zoll                                                                                   |
| Vorderradbereifung          | Pirelli Diablo Rosso III 120/70 ZR17                                                                            | Pirelli Diablo Rosso III 120/70 ZR17                                                                            |
| Hinterradfederung           | Progressiv angesteuertes Federbein, voll einstellbar, Einarmschwinge aus Aluminium                              | Progressiv angesteuertes Öhlins-Federbein, voll einstellbar, Einarmschwinge aus Aluminium                       |
| Hinterradfelge              | Aluminiumfelge 5,50 × 17 Zoll                                                                                   | Aluminiumfelge 5,50 × 17 Zoll                                                                                   |
| Hinterradbereifung          | Pirelli Diablo Rosso III 180/55 ZR17                                                                            | Pirelli Diablo Rosso III 180/55 ZR17                                                                            |
| Federweg vorne/hinten       | 130 mm/144 mm                                                                                                   | 130 mm/144 mm                                                                                                   |
| Bremse                      | 245-mm-Bremsscheibe, 2-Kolben-Schwimmsattel, Bosch-ABS                                                          | 245-mm-Bremsscheibe, 2-Kolben-Schwimmsattel, Bosch-ABS                                                          |
| Instrumente                 | Flüssigkristallanzeige                                                                                          | Flüssigkristallanzeige                                                                                          |
| Trockenmasse                | 183 kg | 183 kg |
| Gewicht fahrfertig (KERB)   | 210 kg | 210 kg |
| Radstand                    | 1.478 mm | 1.478 mm |
| Nachlauf                    | 91 mm | 91 mm |
| Tankinhalt                  | 16 l | 16 l |
| Ausführungen                | Zweisitzer | Zweisitzer |
| Sicherheitsausstattung      | - Bosch-ABS, - Ducati Traction Control (DTC)                                                                    | - Bosch-ABS, - Ducati Traction Control (DTC)                                                                    |
| Wartungsintervalle          | 15.000 km/12 Monate                                                                                             | 15.000 km/12 Monate                                                                                             |
| Kontrolle des Ventilspiels  | 30.000 km | 30.000 km |
| Abgasnorm                   | Euro 4 (Nur für Länder, in denen der Euro-4-Standard gilt.)                                                     | Euro 4 (Nur für Länder, in denen der Euro-4-Standard gilt.)                                                     |
| Kohlenstoffdioxidemissionen | 136 g/km | 136 g/km |
| Kraftstoffverbrauch         | 5,9 l/100 km | 5,9 l/100 km |